# Acmaeodera convicta
Acmaeodera convicta är en skalbaggsart som beskrevs av Henry Clinton Fall 1899. Acmaeodera convicta ingår i släktet Acmaeodera och familjen praktbaggar. Inga underarter finns listade i Catalogue of Life.